# 范志毅
范 志毅（はん しぎ、Fan Zhiyi, 1969年11月6日 - ）は、中華人民共和国出身、元同国代表のサッカー選手、現サッカー指導者。ポジションは主にディフェンダー（センターバック）。

## 来歴
地元の上海申花で活躍した後、1998年にイングランドのクリスタル・パレスFCへ移籍。同時に移籍した孫継海と共に、イングランドでプレーした初めての中国人選手となった。孫継海は1シーズンで一旦中国へ戻ったが、范志毅はその後もイングランドでプレーし続け、確固たる地位を築くことに成功した。
01年7月，范は2002年日韓W杯アジア最終予選参加時の給与問題でクラブと対立し、10月15日にスコットランドのダンディーに加入。日韓W杯前の02年にはレンタルで上海中遠にレンタル加入している。
同年8月に英国に戻ったが、ダンディーと問題が生じ、11月にカーディフ・シティFCに加入したが出番機会は限られ、B級ライセンス取得後03年8月に帰国。同年10月11日に香港のピュラー・レンジャーズ（澎馬流浪）と3か月契約。04年1月珠海中邦に選手権アシスタントコーチとして加入、06年36歳で引退。
中国代表にも長く選出されており、1992年8月にドイツ人Klaus Schlappner率いる代表に初召集され、1994年アメリカW杯アジア予選に出場。96年にはキャプテン務めた。
そしてボラ・ミルティノビッチの元、CBながら予選で4得点を挙げて2002FIFAワールドカップ初出場に貢献。2001年のAFCアジア年間最優秀選手にも選ばれている。
2002FIFAワールドカップでは初戦のコスタリカ戦で負傷し1試合出場にとどまった。
代表では主にCBで起用されたが、上海申花時代はFW起用で国内リーグ得点王も経験している。

## 所属クラブ
- 1994-1998  上海申花
- 1998-2001  クリスタル・パレスFC
- 2001-2002  ダンディーFC
- 2002-0000  上海中遠
- 2002-2003  カーディフ・シティ
- 2003-2004  流浪足球隊
- 2004-2005  珠海中邦
- 2005-2006  流浪足球隊

## 代表歴

### 出場大会
- 中国代表
  - 2002 FIFAワールドカップ

### 試合数
- 国際Aマッチ 108試合 17得点（1992年-2002年）[2]

| 中国代表 | 国際Aマッチ | 国際Aマッチ |
| 年       | 出場        | 得点        |
| -------- | ----------- | ----------- |
| 1992     | 9           | 0           |
| 1993     | 12          | 0           |
| 1994     | 8           | 0           |
| 1995     | 1           | 0           |
| 1996     | 13          | 1           |
| 1997     | 25          | 8           |
| 1998     | 14          | 3           |
| 1999     | 0           | 0           |
| 2000     | 10          | 1           |
| 2001     | 12          | 4           |
| 2002     | 4           | 0           |
| 通算     | 108         | 17          |

## 個人タイトル
- アジア年間最優秀選手賞 (2001)
- CFA年間最優秀選手賞 (2001)
- CFAゴールデンボール賞 (1995, 1996)
- CFAゴールデンブーツ賞 (1995）